# ヴィンチェンツォ1世・ゴンザーガ

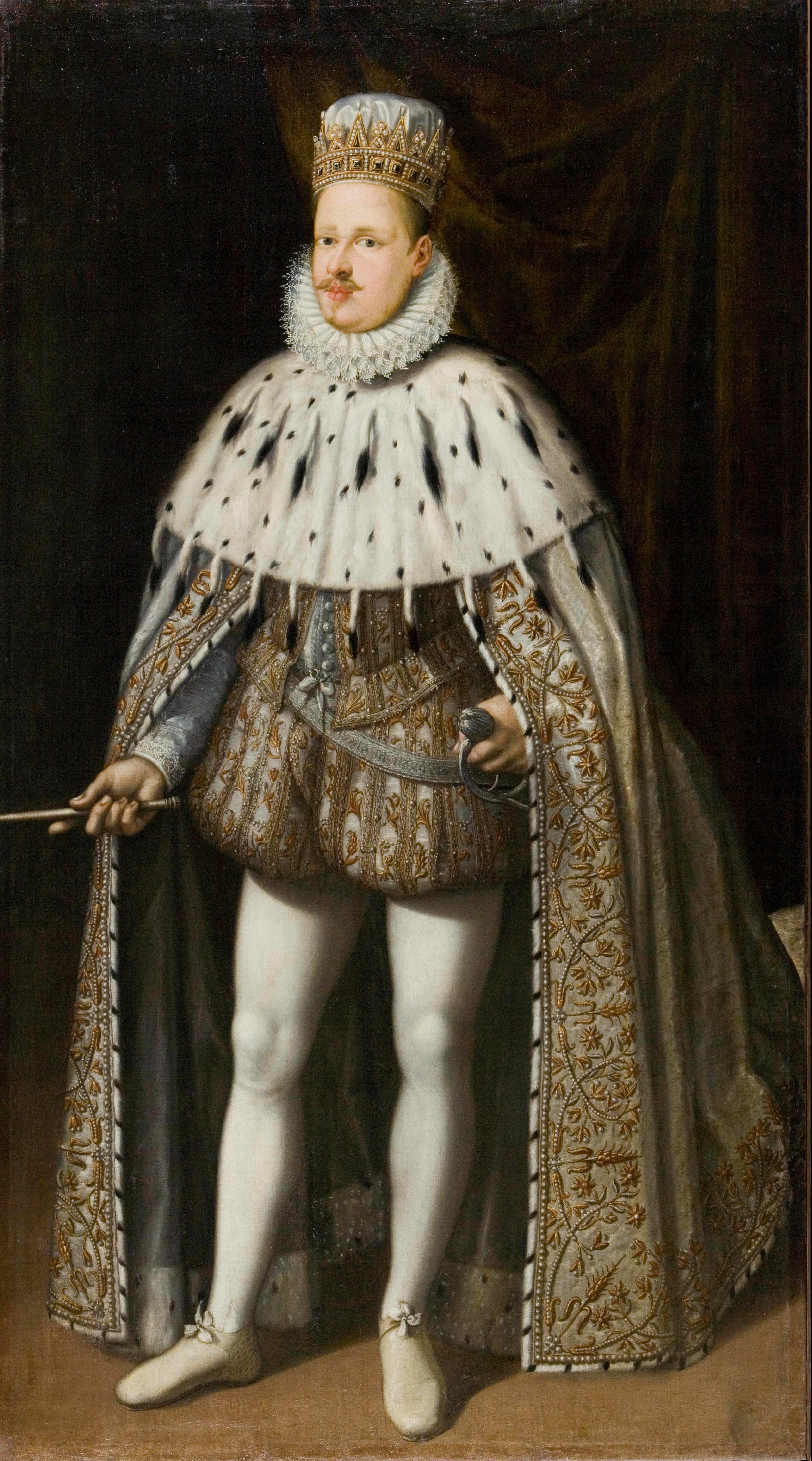
マントヴァ公ヴィンチェンツォ1世

ヴィンチェンツォ1世・ゴンザーガ（Vincenzo I Gonzaga, 1562年9月21日 - 1612年2月9日）は、マントヴァ公。モンフェッラート公としてもヴィンチェンツォ1世である。

## 生涯
グリエルモ・ゴンザーガと妃エレオノーラ（皇帝フェルディナント1世の娘）の長子として生まれた。
芸術・科学の偉大な庇護者であり、マントヴァを文化中心都市として発展させた。ヴィンチェンツォは、作曲家クラウディオ・モンテヴェルディと画家ピーテル・パウル・ルーベンスを雇い入れた。彼は詩人トルクァート・タッソと友人であった。占星術師ジョヴァンニ・アントニオ・マジーニを、息子フランチェスコとフェルディナンドの家庭教師にした。
1603年から1604年にかけての冬、ガリレオ・ガリレイはマントヴァ宮廷を訪問し、給料のもらえる仕事を求めたが、ヴィンチェンツォに雇われなかった。ガリレイは金の鎖と2つの銀皿を与えられただけだった。

## 家族
1581年、マルゲリータ・ファルネーゼ（パルマ公アレッサンドロ・ファルネーゼの娘）と結婚。のち結婚無効を申し立てた。
1584年、エレオノーラ・デ・メディチ（フランチェスコ1世・デ・メディチの娘）と結婚。6子をもうけた。
- フランチェスコ4世（1586年 - 1612年）
- フェルディナンド（1587年 - 1626年） - 1607年より枢機卿。1612年、長兄フランチェスコが男子のないまま死去し、還俗して公位継承
- グリエルモ・ドメニコ（1589年 - 1591年）
- マルゲリータ（1591年 - 1632年） - ロレーヌ公アンリ2世妃
- ヴィンチェンツォ2世（1594年 - 1627年） - 1615年より枢機卿。1626年、次兄フェルディナンドが男子のないまま死去し、還俗して公位継承
- エレオノーラ・ゴンザーガ（1598年 - 1655年） - 皇帝フェルディナント2世の2度目の皇后

また、マルゲリータ・ファルネーゼとの結婚が破れた後に、彼の男性としての能力を試す試験台になったジュリア・デリ・アルビッツィとの間にも息子が一人いた。

## 備考
- ヴェルディの有名な歌劇『リゴレット』のマントヴァ公のモデルである。